# Steatoda saltensis
Steatoda saltensis là một loài nhện trong họ Theridiidae.
Loài này thuộc chi Steatoda. Steatoda saltensis được Herbert Walter Levi miêu tả năm 1957.